# Robert Gawroński
Robert Gawroński (ur. 5 maja 1962 w Częstochowie) – pianista, kameralista, pedagog.

## Życiorys
Ukończył II Liceum Ogólnokształcące im. Romualda Traugutta w Częstochowie. Studia pianistyczne odbył w Akademii Muzycznej im. I.J. Paderewskiego w Poznaniu w klasie profesora Andrzeja Tatarskiego. Doktoryzował się i habilitował również w Akademii Muzycznej im. Ignacego Jana Paderewskiego w Poznaniu.
Prowadzi działalność pianistyczną i pedagogiczną.
Koncertował w Polsce i za granicą (m.in. Ukraina, Austria, Niemcy, Rosja, Węgry, Włochy, Litwa, Słowacja, Czechy). Występuje solo oraz w zespołach kameralnych, m.in. wspólnie z Michałem Sinielnikowem, Jakubem Brawatą, Cezarym Saneckim, Marcinem Serwacińskim, Andrzejem Michalakiem. Wchodzi w skład zespołu kameralnego Percussion and Pianos Ensemble. Brał udział w pracach jury międzynarodowych i ogólnopolskich konkursów pianistycznych. W dorobku posiada szereg nagrań radiowych, telewizyjnych i płytowych. Jest również autorem publikacji naukowych z zakresu historii wykonawstwa instrumentalnego.
Pracuje jako pedagog w Zespole Szkół Muzycznych w Częstochowie.
Jest profesorem w Katedrze Muzyki Uniwersytetu Humanistyczno-Przyrodniczego im. Jana Długosza w Częstochowie. Pełnił funkcję dziekana Wydziału Sztuki Akademii im. Jana Długosza w Częstochowie w latach 2012–2016.